# Touchstone Television
Touchstone Television – amerykańskie studio, które zajmowało się produkcją telewizyjną. Było jednostką zależną Walt Disney Television, dywizji The Walt Disney Company. Zostało uruchomione w 2014 roku jako Fox 21 Television Studios w wyniku połączenia Fox Television Studios and Fox 21. Nazwa została zmieniona w sierpniu 2020 roku po przejęciu aktywów 21st Century Fox przez Disneya. 1 grudnia tego samego roku postanowiono zamknąć studio, a jego pozostałe produkcje przejęło 20th Television.

## Historia

### Fox Television Studios i Fox 21
Fox Television Studios powstało w 1997 roku jak miejsce dla mniejszych jednostek produkcyjnych, między innymi dla Greenblatt-Janollari Studio. Greenblatt-Janollari rozpoczęło produkcję seriali w sezonie 1998 – 1999 trzema komediami dla ABC i CBS.
Fox 21 zostało utworzone w 2000 roku jako studio zajmujące się produkcją seriali z mniejszym budżetem.

### Fox 21 Television Studios

Logo Fox 21 Television Studios

W grudniu 2014 roku poinformowano, że Fox 21 i Fox Television Studios zostaną połączone w jedno studio, Fox 21 Television Studios. Decyzja została podjęta po tym jak David Madden objął stanowisko szefa Fox Broadcasting Company. Miało na nią wpływ, że oba studia zajmowały się produkcją seriali na rynek telewizji kablowych. Kierownictwem nowego studia zajął się Bert Salke.

### Touchstone Television
Pod koniec marca 2019 roku nastąpiło sfinalizowanie transakcji zakupu aktywów 21st Century Fox przez The Walt Disney Company. Wskutek tego Fox 21 Television Studios stało się jednostką Disney Television Studios. W sierpniu 2020 roku nastąpił rebranding studiów przejętych przez Disneya rok wcześniej. 20th Century Fox Television zmieniono na 20th Television. Reaktywowano też markę Touchstone Television, która zastąpiła Fox 21 Television Studios. 1 grudnia tego samego roku postanowiono zamknąć studio, a jego pozostałe produkcje zostały przejęte przez 20th Television.